# Rick Danko
Richard Clare „Rick“ Danko (29. prosinec 1943, Kanada – 10. prosinec 1999, Spojené státy americké) byl kanadský hudebník, skladatel, zpěvák, herec a hudební producent, nejvíce známý jako člen skupiny The Band.

## Diskografie
- 1977: Rick Danko
- 1991: Danko/Fjeld/Andersen (s Jonas Fjeld and Eric Andersen)
- 1994: Ridin' on the Blinds (s Jonas Fjeld and Eric Andersen)
- 1997: Rick Danko in Concert
- 1999: Live on Breeze Hill
- 2000: Times Like These
- 2002: One More Shot (s Jonas Fjeld and Eric Andersen)
- 2005: Cryin' Heart Blues
- 2009: At Dylan's Cafe
- 2009: Live At O'Tooles Tavern